# بنكو صفرا
بنكو صفرا إنها بنك مشهور في البرازيل والعالم. وإنها شركة للمجموعة صفرا. رئيس الشركة اليوم يوسف صفرا وهو لبناني من أصل سوري يهودي هاجر مع والده من الجمهورية اللبنانية حيث كانوا قد أسسوا في بيروت العاصمة عدة مؤسسات اقتصادية إلى البرازيل.

## تاريخ
لعائلة صفرا تاريخ في مجال الأعمال المالية حيث كانت البداية مع القافلة التجارية بين مدينة حلب والقسطنطينية أثناء الدولة العثمانية وتوسعت أعمال صفرا إلى حدود اوسع في أوروبا والساحل الأفريقي وجنوب شرق آسيا. قرر كبير العائلة صفرا الرحيل إلى البرازيل في 1952 وقد سافر من العاصمة اللبنانية، بيروت، يعقوب صفرا وإبنه يوسف إلى البرازيل وتم تأسيس بنكو صفرا في منتصف الخمسينات وأصبح بعد ذلك من أكبر المؤسسات المالية العالمية. ويجدر بالذكر أن صفرا كانوا وما زالوا من المساهمين والممولين للصرح العلمي والثقافي في في لبنان، في الجامعة الأميركية في بيروت.

## وصلات خارجية
- الموقع الرسمي